# You Can't Do That on Stage Anymore, Vol. 5
You Can't Do That on Stage Anymore, Vol. 5 è un doppio album live di Frank Zappa, contenente anche esecuzioni dei The Mothers of Invention, pubblicato nel 1992.

## Tracce
Tutti i brani sono di Frank Zappa, tranne dove indicato.

### Disco uno
1. The Downtown Talent Scout - 4:01
2. Charles Ives - 4:37
3. Here Lies Love - 2:44 - (Martin, Dobard)
4. Piano/Drum Duet - 1:57
5. Mozart Ballet - 4:05 - (Zappa, Wolfgang Amadeus Mozart)
6. Chocolate Halvah - 3:25 - (Lowell George, Roy Estrada, Zappa)
7. JCB & Kansas on the Bus #1 - 1:03 - (Kanzus, Black, Kunc, Barber)
8. Run Home Slow: Main Title Theme - 1:16
9. The Little March - 1:20
10. Right There - 5:10 - (Estrada, Zappa)
11. Where Is Johnny Velvet? - 0:48
12. Return of the Hunch-Back Duke - 1:44
13. Trouble Every Day - 4:06
14. Proto-Minimalism - 1:41
15. JCB & Kansas on the Bus #2 - 1:06 - (Kanzus, Black, Kunc, Barber)
16. My Head? (MOI) - 1:22
17. Meow - 1:23
18. Baked-Bean Boogie - 3:26
19. Where's Our Equipment? - 2:29
20. FZ/JCB Drum Duet - 4:26
21. No Waiting for the Peanuts to Dissolve - 4:45
22. A Game of Cards - 0:44 - (Zappa, Motorhead Sherwood, Art Tripp, Ian Underwood)
23. Underground Freak-Out Music - 3:51
24. German Lunch (MOI) - 6:43
25. My Guitar Wants to Kill Your Mama - 2:11

### Disco due
1. Easy Meat - 7:38
2. The Dead Girls of London - 2:29 - (Zappa, L. Shankar)
3. Shall We Take Ourselves Seriously? - 1:44
4. What's New in Baltimore? - 5:03
5. Moggio - 2:29
6. Dancin' Fool - 3:12
7. RDNZL - 7:58
8. Advance Romance - 7:01
9. City of Tiny Lites - 10:38
10. A Pound for a Brown on the Bus - 8:38
11. Doreen - 1:58
12. Black Page, No. 2 - 9:56
13. Geneva Farewell - 1:38

## Musicisti
CD 1
- Frank Zappa – chitarra solista (tracce 1, 11-13, 18, 21 e 25), chitarra (tracce 2, 3, 6, 8, 9 e 14), canto (tracce 1, 5, 11-13, 23 e 25), direttore d'orchestra (tracce 5, 8-10, 14, 17, 19 e 23), "effetti speciali di chitarra" (traccia 10), primo assolo di batteria (traccia 20), voce (traccia 22), voce ("comico", traccia 24)
- Elliot Ingber – chitarra ritmica (traccia 1)
- Lowell George - chitarra (tracce 2, 3, 8, 9, 11-14, 18 e 23), voce solista (tracce 2, 3, 10-13 e 18), Güiro (tracce 6), canto swami (traccia 6), "effetti speciali di chitarra" (traccia 10), primo assolo di chitarra (traccia 21), voce (comico, nel ruolo di "primo doganiere", traccia 24)
- Roy Estrada – basso elettrico (tracce 1-3, 5, 6, 8-14, 17-19, 21, 23 e 25), canto (tracce 2, 3, 8 e 9), voce ("risata asmatica") (traccia 5), canto swami (traccia 6), "canto lunatico" (traccia 10), voce ("animale da party)" (traccia 16), voce ("comico", traccia 24)
- Jimmy Carl Black – batteria (tracce 1-3, 5, 6, 8-14, 17-21, 23 e 25), voce (tracce 7 e 15), voce ("animale da party)" (traccia 16), voce ("comico", traccia 24)
- Arthur Dyer Tripp III - batteria (tracce 2-6, 8-14, 17, 18, 21, 23 e 25), voce ("animale da party)" (traccia 16), secondo assolo di batteria (traccia 20), voce (traccia 22), voce ("comico", traccia 24)
- Billy Mundi - batteria (traccia 19)
- Ray Collins – tamburello (tracce 1, 17, 19), canto (traccia 17)
- Ian Underwood - sassofono contralto (tracce 2, 3, 6, 8-14, 17-19, 21, 23 e 25), clarinetto (tracce 2 e 3), pianoforte elettrico (traccia 4), assolo di piano acustico (traccia 5), voce ("animale da party)" (traccia 16), voce (traccia 22), voce ("comico", traccia 24)
- Motorhead Sherwood - sassofono baritono (tracce 2, 3, 5, 6, 8-14, 17-19, 21, 23 e 25), canto (traccia 10), voce ("animale da party)" (traccia 16), voce (traccia 22), voce ("comico", traccia 24)
- Bunk Gardner - sassofono tenore (tracce 2, 3, 5, 6, 8-14, 17-19, 23 e 25), canto (traccia 10), registrazione documentaria (traccia 10), voce ("animale da party)" (traccia 16), assolo di sax tenore (traccia 21), voce ("comico", traccia 24)
- Buzz Gardner – assolo di tromba (tracce 2 e 3), tromba (tracce 5, 6, 8-14, 18, 21 e 23), voce ("comico", traccia 24)
- Don Preston – tastiere (tracce 2, 3, 6, 8-14, 17, 18, 23 e 25), sintetizzatori (tracce 2, 3, 5, 6, 8-10, 14, 17, 23 e 25), rumori ("rumori di pollo ferito") (traccia 5), nastro magnetico (playback) (traccia 10), voce ("animale da party)" (traccia 16), pianoforte (traccia 19), voce ("comico", traccia 24)
- Kanzus J. Kanzus – "capolavoro biologico" (traccia 5), voce (tracce 7 e 15)
- Noel Redding – coreografie di danza (traccia 5)
- Dick Barber – "strangolamento del pollo di gomma" (traccia 5), voce (tracce 7 e 15)
- Dick Kunc - voce (tracce 7 e 15)

CD 2
- Frank Zappa - chitarra solista, canto
- Scott Thunes – basso
- Chad Wackerman – batteria
- Steve Vai – Stunt Guitar
- Ray White - chitarra elettrica, canto
- Bobby Martin – tastiere, sassofono, canto
- Tommy Mars – tastiere, canto
- Ed Mann – percussioni

## Crediti tecnici[1]
- Dick Kunc – ingegnere del suono (registrazione originale) (CD 1 tracce 2, 3, 6-16, 20, 21, 23 e 24)
- Frank Zappa - ingegnere del suono (registrazione originale) (CD 1 traccia 22), ingegnere del suono (remissaggio) (CD 1 tracce 1-6, 8-10, 14, 16, 18, 20-25), produttore, arrangiatore, curatore, editing
- John Judnich - ingegnere del suono (registrazione originale) (CD 1 traccia 1)
- Mark Pinske - ingegnere del suono (registrazione originale) (CD 2 tracce 1-13)
- Stephen W. Desper ("Steve") (CD 1 traccia 4)
- Unknown Artist - ingegnere del suono (registrazione originale) (CD 1 tracce 5, 18, 19 e 25)
- Wally Heider - ingegnere del suono (registrazione originale) (CD 1 traccia 17)
- Bob Stone – ingegnere del suono (remissaggio) (CD 1 tracce 7, 11, 13, 15, 17 e 19; CD 2 tracce 1-13)
- Spence Chrislu - ingegnere del suono (remissaggio) (CD 2 tracce 1-13)